# Aubigny (Somme)
Aubigny (picardisch: Aubignin) ist eine nordfranzösische Gemeinde mit 516 Einwohnern (Stand 1. Januar 2022) im Département Somme in der Region Hauts-de-France. Die Gemeinde liegt im Arrondissement Amiens, im Kanton Amiens-4 und ist Teil der Communauté de communes du Val de Somme.

## Geographie
Die im Tal am linken Ufer der Somme gegenüber der Mündung der Ancre unmittelbar südwestlich von Corbie an den Départementsstraßen D1 von Amiens nach Péronne und D167 gelegene Pendlergemeinde wird von der Bahnstrecke Paris–Lille durchschnitten, deren Haltepunkt Daours an der Grenze zu Daours auf dem Gebiet der Gemeinde liegt. Das Ortszentrum liegt zwischen der D1, der Bahnstrecke und der Somme. Im Bogen der Somme liegen mehrere Fabriken, darunter der Tiernahrungsmittelhersteller Nestlé-Purina. Die Ferme Parfonval liegt ziemlich isoliert im Südwesten der Gemeinde, die sich im Süden bis zur Départementsstraße D1029 (früher Route nationale 29) und geringfügig über die Regionalbahnstrecke Amiens – Laon hinaus erstreckt.

## Geschichte
Aubigny wurde 662 in der Gründungsurkunde der Abtei Corbie genannt. 1527 wurde auf einem von der Abtei Corbie zur Verfügung gestellten Grundstück eine neue Kirche errichtet. 1636 wurde der Ort bei der Belagerung von Corbie niedergebrannt. Die Kirche wurde 1821 wieder aufgebaut. Um dieselbe Zeit wurde die Kanalisierung der Somme in der Gemeinde durchgeführt. 1846 wurde die Eisenbahnlinie errichtet, der Haltepunkt Daours erst 1872.
Im Jahr 1918 wurde die Gemeinde schwer bombardiert. Im Mai 1940 fanden schwere Kämpfe statt; gefangengenommene verwundete Angehörige der Tirailleurs sénégalais wurden von Angehörigen der 13. Infanteriedivision der Wehrmacht am 24. Mai 1940 liquidiert.
Die Gemeinde erhielt als Auszeichnung das Croix de guerre 1914–1918.
| 1962 | 1968 | 1975 | 1982 | 1990 | 1999 | 2006 | 2018 |
| ---- | ---- | ---- | ---- | ---- | ---- | ---- | ---- |
| 377  | 399  | 455  | 527  | 539  | 536  | 526  | 534  |

## Sehenswürdigkeiten
- Kirche Sainte-Colombe
- Britischer Soldatenfriedhof mit 95 Bestattungen hauptsächlich australischer Soldaten

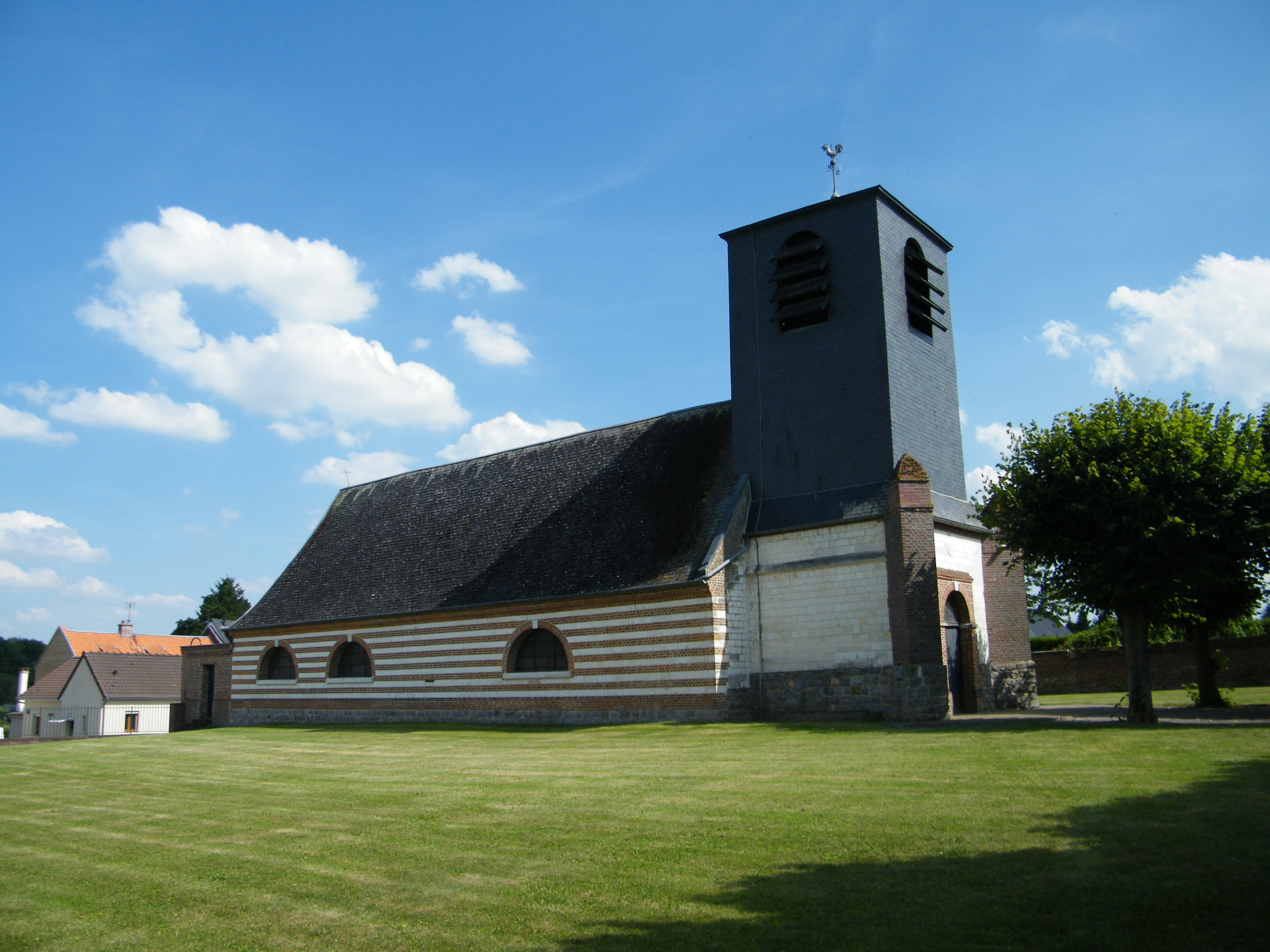
Kirche Sainte-Colombe
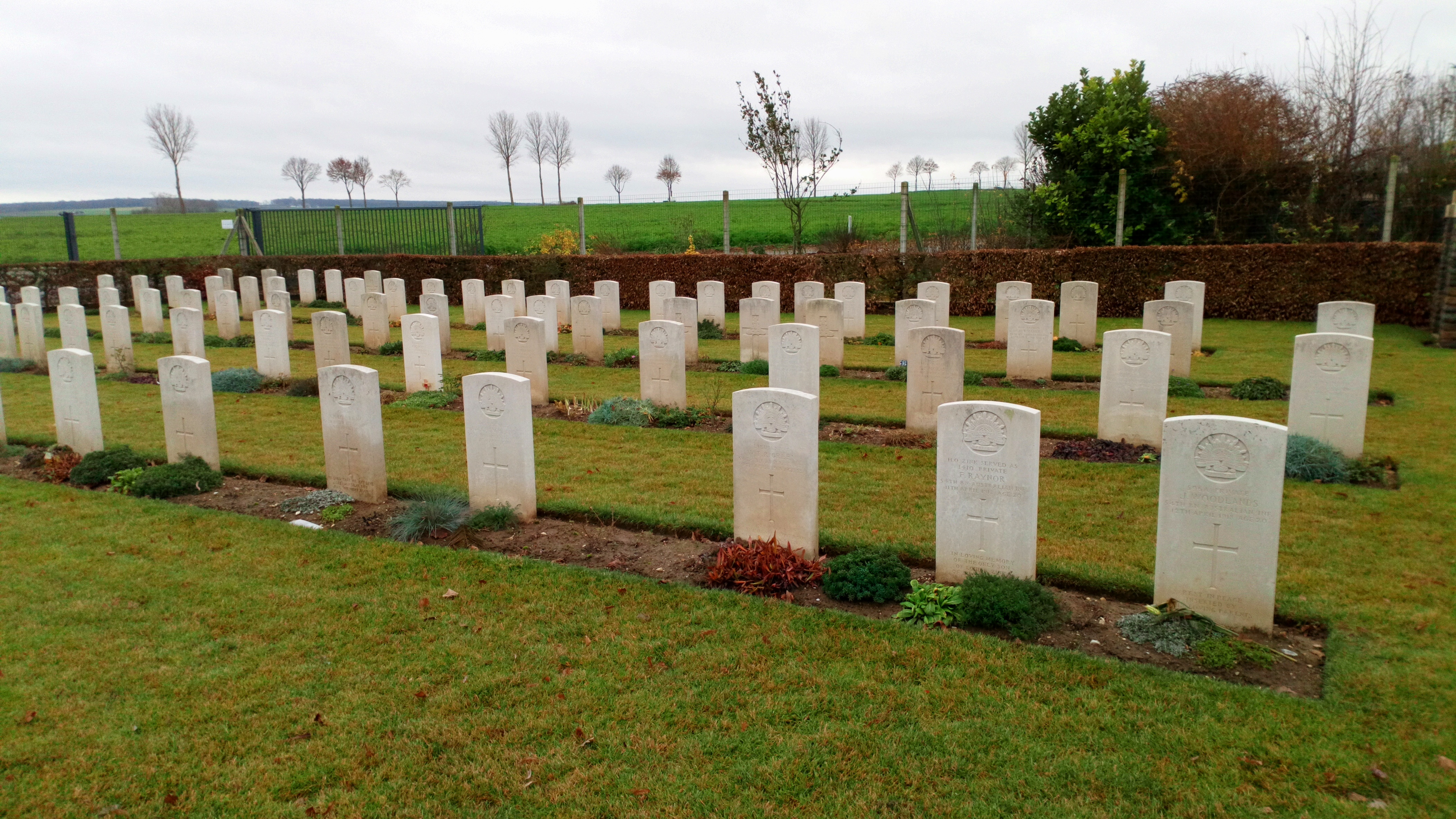
Soldatenfriedhof

## Persönlichkeiten
- Émile Bazin, Angehöriger der Résistance, im Konzentrationslager Flossenbürg am 14. April 1945 verstorben; Namensgeber der ostwestlich verlaufenden Hauptstraße